# Бенджамін Ліз
Бенджамін Ліз (англ. Benjamin Lees; 8 січня 1924, Харбін (Китай) — 31 травня 2010, Ґлен-Коув) — композитор (США).

## Біографія
Батьки Бенджаміна Ліза — російського походження.
У США з 1925 року, де жили у Сан-Франциско. Сім'я переїхала до Лос-Анджелесу у 1939.
Ліз служив у збройних силах з 1942 до 1945.
З 1949 до 1954 навчався в університеті Південної Каліфорнії.
1953 року одержав нагороду Фонду Фромма. У 1954 отримав стипендію Гуггенгейма і переїхав до Європи. Жив поблизу Парижа. Часто виступав по французькому радіо та Бі-Бі-Сі з концертами.
1962 — повернувся в Америку. У Балтиморі — професор консерваторії. Викладав також у Королівському коледжі, Манхеттенському музичному училищі.
Симфонічна музика Бенджаміна Ліза належить до найкращих надбань американської музичної культури XX століття.